# Митинский, Александр Николаевич
Александр Николаевич Митинский (1875—1953) — русский горный инженер; член Горного учёного комитета; один из авторов «Энциклопедического словаря Брокгауза и Ефрона» и «Большой энциклопедии Южакова».

## Биография
Родился 26 марта (7 апреля) 1875 года в Санкт-Петербурге.
Вместе с братом Николаем окончил в 1892 году с золотой медалью 6-ю Санкт-Петербургскую гимназию. В 1897 году успешно окончил курс в Горном институте и после защиты диссертации на тему «Истечение газов», в 1899 году был избран адъюнкт-профессором, а в 1902 году — экстраординарным профессором Горного института по кафедре прикладной и горнозаводской механики; организовал в институте механическую лабораторию.
В 1897 году он изучал заводы и рудники в Швеции, в 1899 году был командирован в Северную Америку. В 1900 году изучал уральские заводы и посетил Всемирную Парижскую выставку. В 1901 году был командирован на Олонецкие горные заводы, в 1902 году — снова на уральские заводы. В 1903 году снова посетил уральские и олонецкие заводы, а в 1904 году —  вторично Северную Америку, затем — Германию и Англию.
С начала 1905 года состоял профессором механики на Женских строительных курсах. Осенью 1905 года оставил преподавание в Горном институте, перейдя на службу по Министерству торговли. В 1912 году Митинский участвовал в сенаторской ревизии Ленских золотых приисков.
Кроме журнальных статей и нескольких десятков отдельных изданий, посвященных преимущественно механической стороне заводского и горного дела, он редактировал несколько переводов, издания товарищества «Просвещение» и состоял в числе сотрудников «Энциклопедического словаря Брокгауза и Ефрона», а в 1903—1904 гг. занимал должность редактора технического отдела «Большой энциклопедии Южакова».
После революционных событий 1917 года стал участником Белого движения. Был вынужден эмигрировать; сначала — в Болгарию, где с 1920 по 1921 год служил инженером при Софийском арсенале. В 1921 году перебрался в Королевство сербов, хорватов и словенцев, где прожил до 1924 года; входил в «Союз русских инженеров», был профессором Люблянского университета.
С 1924 года находился в Чехословакии, где был профессором и заведующим кафедрой Горной академии в Пршибраме.
В 1935—1939 годах был консультантом на заводах «Шкода» в Пльзене. С апреля 1945 года находился в лагере для перемещённых лиц в Баварии. Затем, при наступлении советских войск, опасаясь расправы за белогвардейское прошлое, перебрался в Мюнхен, где участвовал в организации университета при Администрации помощи и восстановления Объединённых Наций (UNRRA), став при этом деканом механического факультета и первым ректором университета.
В 1949 году Митинский, при содействии Толстовского фонда, уехал в Соединённые Штаты Америки, где и прожил остаток жизни работая по специальности.
Скончался в Вашингтоне 15 октября 1953 года.
Был женат дважды. Первая жена — Олимпиада Александровна (урождённая Турчанинова); в этом браке в 1908 году родилась дочь Вера. Вторая жена — Елена Германовна (в девичестве Радлова; 1885—?) была учительницей.